# Kihelkonna
Koordinaten: 58° 22′ N, 22° 2′ O
Kihelkonna (deutsch Kielkond) ist ein Dorf (estnisch alevik) in der Landgemeinde Saaremaa im Kreis Saare auf der größten estnischen Insel Saaremaa. Bis 2017 war es der Hauptort einer gleichnamigen Landgemeinde.

## Einwohnerschaft, Lage und Geschichte

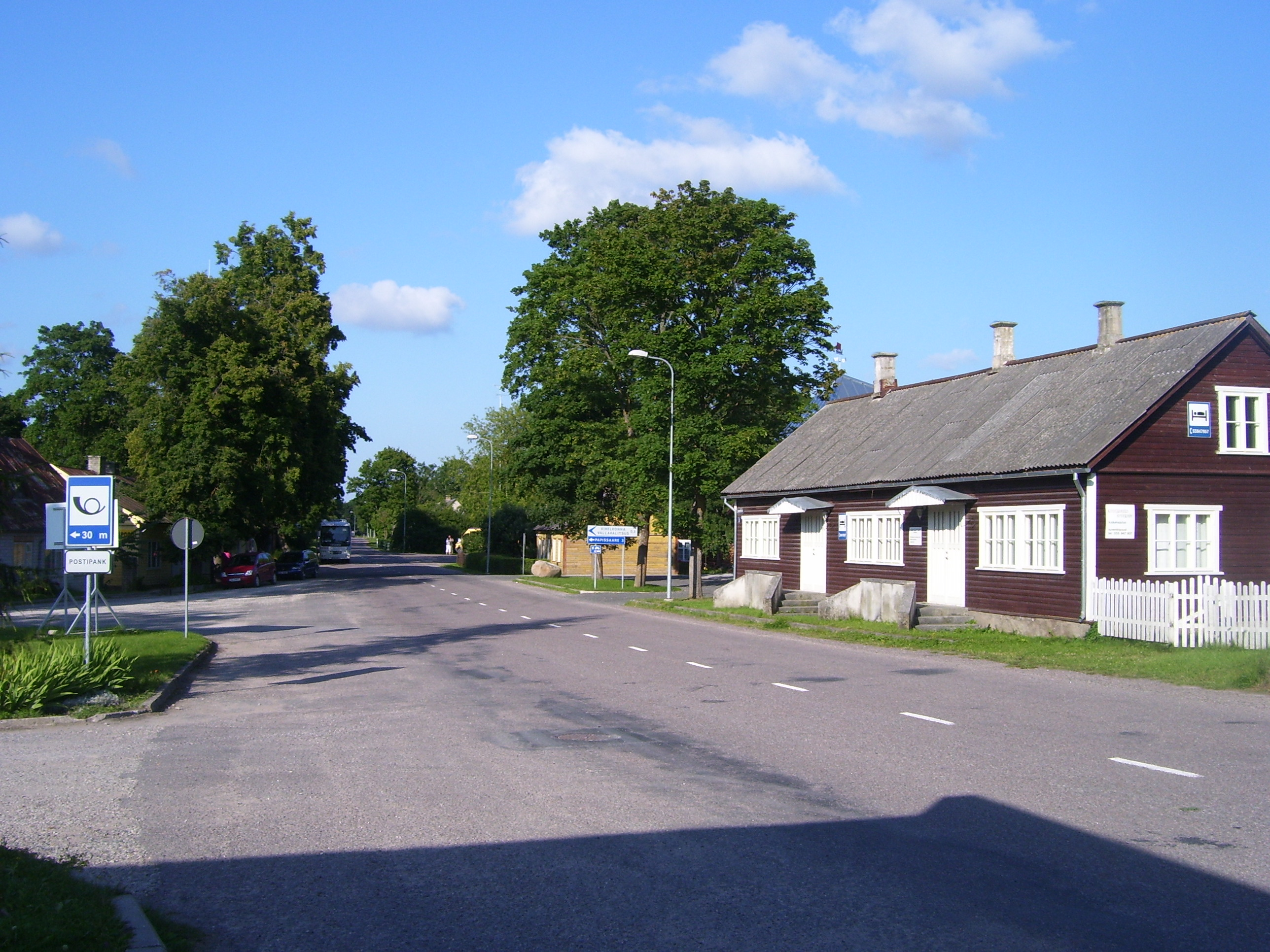
Dorfkern

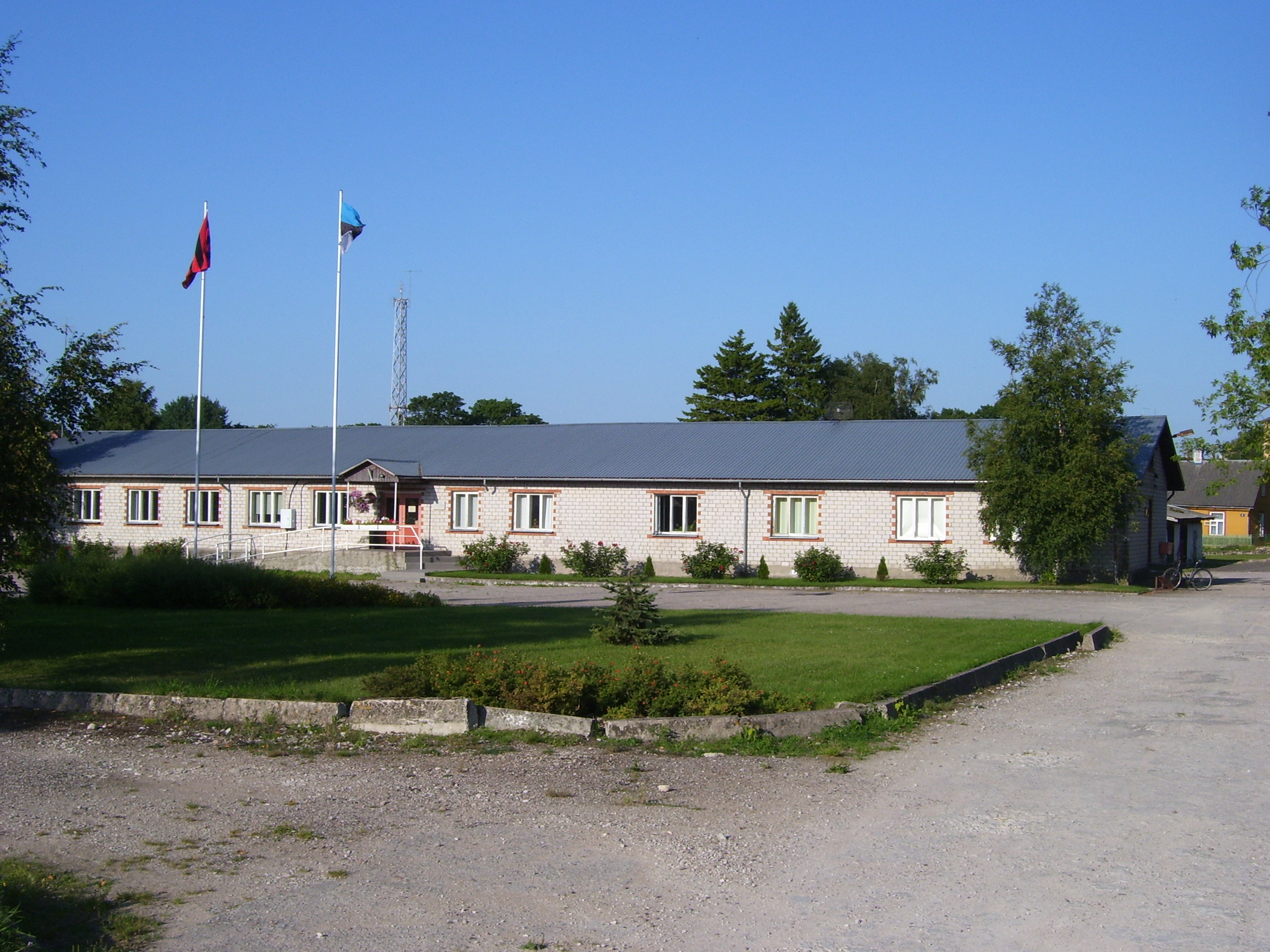
Ehemalige Gemeindeverwaltung

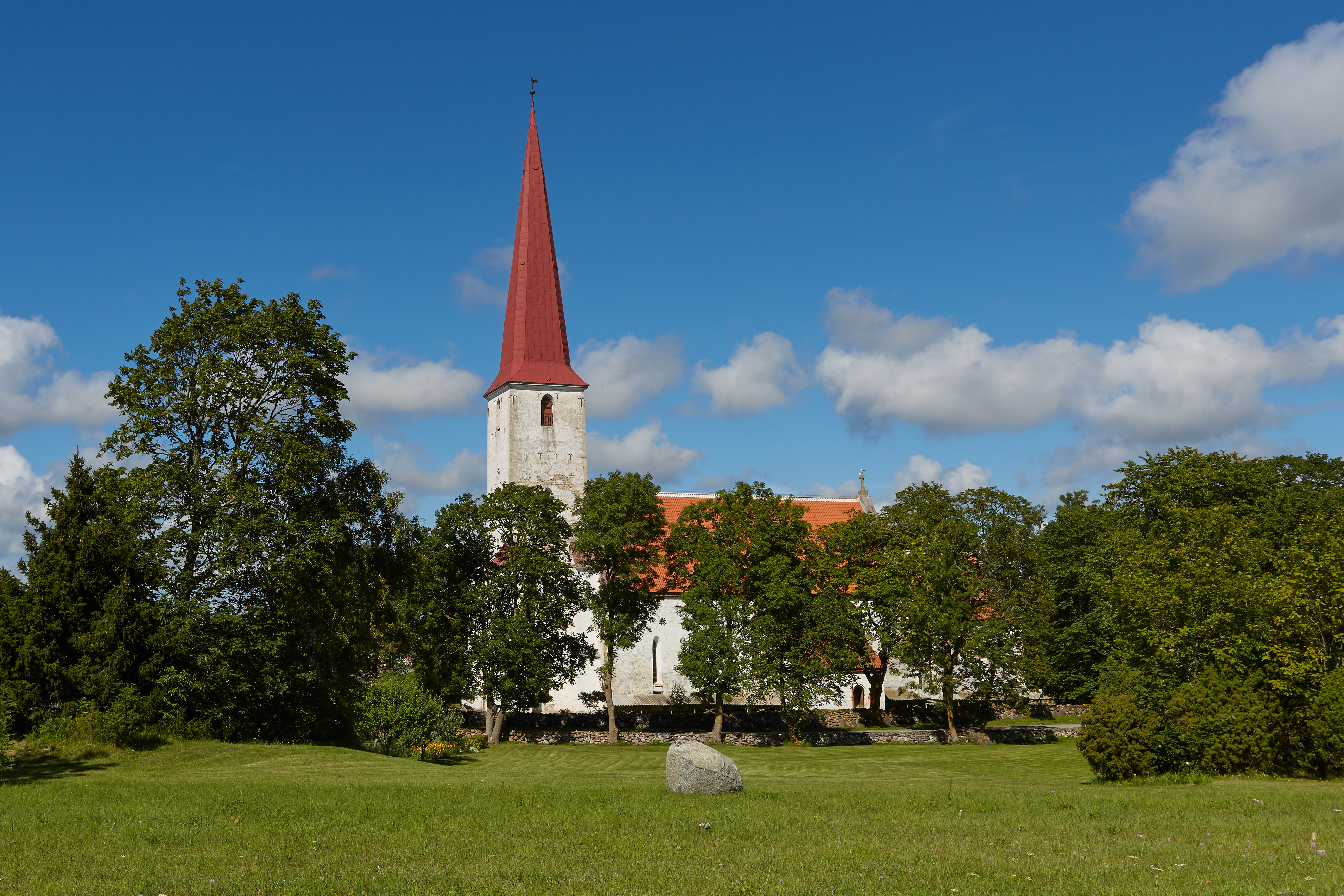
Die Kirche mit ihrem hohen Westturm

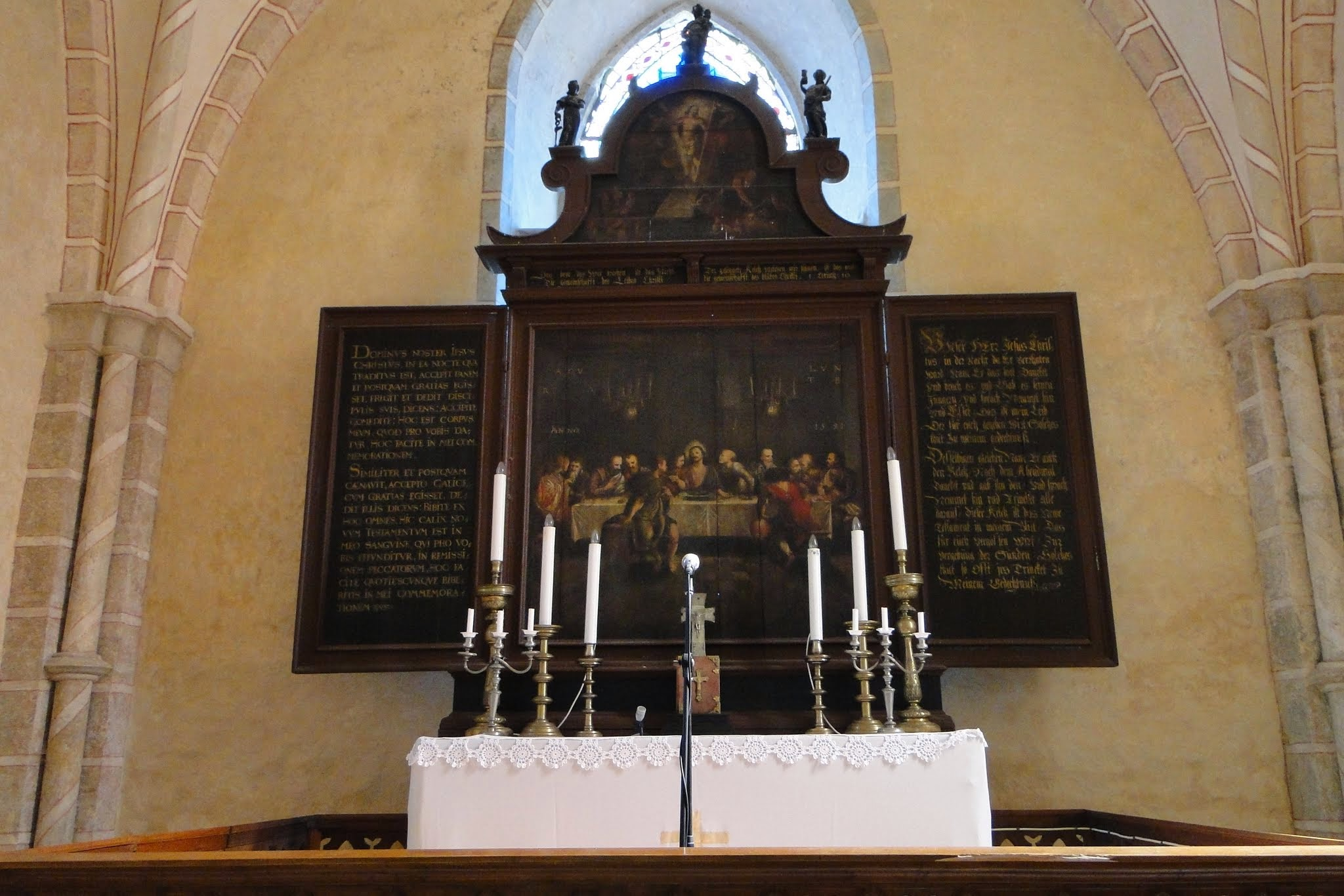
Altar

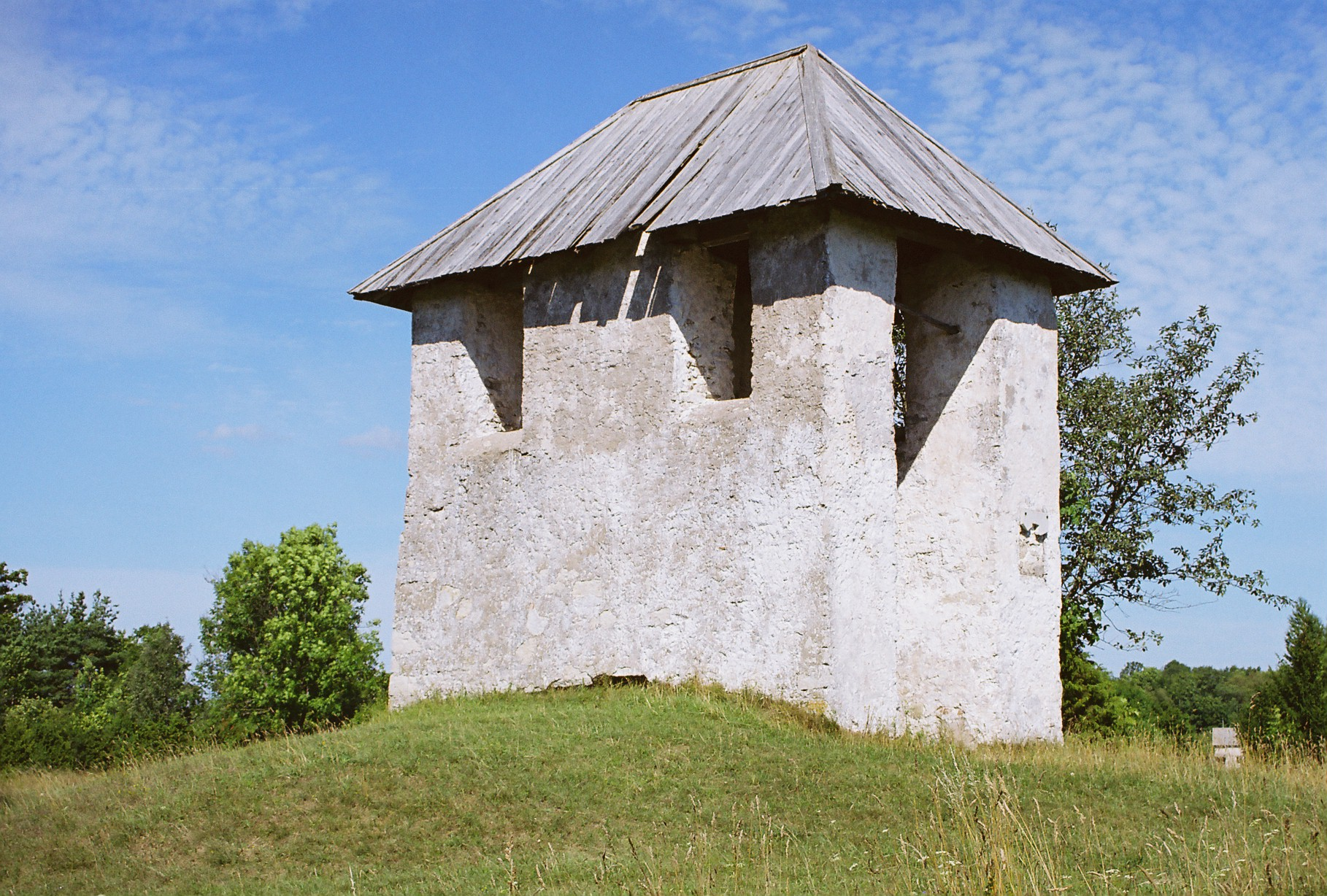
Campanile

Das Dorf hat 340 Einwohner (Stand 31. Dezember 2011). Es liegt 33 Kilometer nordwestlich der Inselhauptstadt Kuressaare an der Ostküste der Ostsee-Bucht Kihelkonna (Kihelkonna laht).
Im Ort befinden sich eine Bücherei und eine Schule. Sie geht zurück auf die 1695 als Küster-Schule gegründete Unterrichtsanstalt.
Bereits im Mittelalter wurde die Bedeutung des örtlichen Hafens hervorgehoben. Er wurde durch die Hebung des Landes im 20. Jahrhundert zu flach, so dass er ins nahegelegene Jaagarahu verlegt werden musste.

## Kirche
Die evangelisch-lutherische St. Michaelis-Kirche (Mihkli kirik) von Kihelkonna gehört zu den ältesten gotischen Kirchen Estlands. Ihr Bau war wahrscheinlich bereits um das Jahr 1270 vollendet, etwa zur selben Zeit wie die Kirche von Kaarma. Wie die anderen Kirchen auf Saaremaa war das Gotteshaus zunächst als Wehrkirche geplant.
Der 60 Meter hohe Westturm ist der höchste der Insel. Er wurde erst 1899 im pseudo-gotischen Stil errichtet und diente bis 2009 gleichzeitig als Seezeichen.
Einige Meter von der Kirche entfernt steht der ursprüngliche Campanile, ein einfacher, holzgedecker Steinbau. Der freistehende Glockenturm wurde 1638 errichtet und 1968 umfassend renoviert. Er ist heute der einzige seiner Art im Baltikum.
Der Altar der Kirche stammt aus dem Jahr 1591. Wie nach der Reformation typisch sind an den Seitenflügeln des Triptychons die Einsetzungsworte angebracht, auf der einen Seite in lateinischer, auf der anderen in deutscher Sprache. Das Altarbild zeigt das Letzte Abendmahl.
Auch die schmale und kleine Kanzel von 1604 ist ein Werk der Renaissance. Sie stammt von einem unbekannten Meister und ist eine der ältesten der Insel. Die heutigen Kirchenfenster stammen aus dem Jahr 1980. Sie sind eine Arbeit der Glasmalerin Dolores Hoffmann.
Die 1805 eingeweihte Orgel mit ihrer spätbarocken Fassade ist die älteste noch spielbare in Estland. Sie wurde in Pärnu von dem aus Thüringen stammenden Meister Johann Andreas Stein (1752–1821) gebaut. 1890 wurde sie von dem Jēkabpilser Orgelbauer Friedrich Weißenborn umgebaut und erweitert. Einer der Initiatoren des Orgelbaus war der damalige Gutsherr von Lahetaguse und Kulturfreund Johann Wilhelm Ludwig von Luce (1756–1842).

## Friedhof
Der heutige Friedhof des Ortes wurde wahrscheinlich in den 1780er Jahren angelegt. Bis heute wurden dort etwa 40.000 Menschen beigesetzt. Auf dem Gelände befinden sich ein Gedenkstein für die Gefallenen des Estnischen Freiheitskrieges gegen Sowjetrussland (1918–1920) und ein Gemeinschaftsgrab für die Toten des Zweiten Weltkriegs.